# 라베른 대학교
라번 대학교(University of La Verne, ULV)는 미국 캘리포니아주 라번에 있는 사립 대학교이다. 1891년에 설립된 이 대학은 예술 및 과학 대학, 경영 및 공공 관리 대학, 라페트라(LaFetra) 교육 대학, 법과 대학, 건강 및 커뮤니티 웰빙 대학, 온라인 성인 학교, 2개의 군사 센터로 구성되어 있다. 그리고 6개의 지역 캠퍼스를 감독하는 지역 캠퍼스 관리국가 있다. 학부, 대학원 및 박사 학위를 수여한다. 대부분의 수업은 더 큰 로스앤젤레스 지역과 컨 카운티 전역의 소규모 캠퍼스에서 진행된다.